# Festivali i Këngës 57
Festivali i Këngës 57 – 57. edycja albańskiego festiwalu muzycznego Festivali i Këngës, która została zorganizowana przez Radio Televizioni Shqiptar (RTSH) w 2018 roku w Pałacu Kongresu w Tiranie. Finał konkursu wygrała Jonida Maliqi z utworem „Ktheju tokës”, dzięki czemu została ona reprezentantką Albanii w Konkursie Piosenki Eurowizji 2019 w Tel Awiwie.

## Uczestnicy
RTSH ujawniło listę konkurujących artystów i piosenek 17 października 2018.
| Artysta                       | Piosenka                 | Melodia                       | Tekst           |
| ----------------------------- | ------------------------ | ----------------------------- | --------------- |
| Alar Band                     | „Dashuria nuk mjafton”   | Elgit Doda                    | Klea Huta       |
| Artemisa Mithi & Febi Shkurti | „Dua ta besoj”           | Febi Shkurti                  | Febi Shkurti    |
| Aurel Thëllimi                | „Të dua ty”              | Ardita Bufaj & Aurel Thëllimi | Aurel Thëllimi  |
| Bojken Lako                   | „Jeto jetën”             | Bojken Lako                   | Xhevdet Bajraj  |
| Bruno Pollogati               | „Nuk ka stop”            | Bruno Pollogati               | Endrit Mumajesi |
| Dilan Reka                    | „Karma”                  | Gridi Kraja                   | Florian Zykaj   |
| Eliza Hoxha                   | „Peng”                   | Eliza Hoxha                   | Eliza Hoxha     |
| Elona Islamaj                 | „Në këtë botë kalimtarë” | Elona Islamaj                 | Elona Islamaj   |
| Elton Deda                    | „Qetësisht”              | Elton Deda                    | Elton Deda      |
| Eranda Libohova               | „100 pyetje”             | Genti Myftaraj                | Pandi Laço      |
| Gjergj Leka                   | „Një ditë tjetër”        | Gjergj Leka                   | Gjergj Leka     |
| Jonida Maliqi                 | „Ktheju tokës”           | Eriona Rushiti                | Eriona Rushiti  |
| Kelly                         | „A më ndjen”             | Kelly                         | Kelly           |
| Klinti Çollaku                | „Me jetë”                | Endrit Shani                  | Pandi Laço      |
| Klodiana Vata                 | „Mbrëmje e pafund”       | Edmond Zhulali                | Jorgo Papingji  |
| Kujtim Prodani                | „Babela”                 | Kujtim Prodani                | Kujtim Prodani  |
| Lidia Lufi                    | „Rrëfehem”               | Enis Mullaj                   | Lidia Lufi      |
| Lorela Sejdini                | „Vetmi”                  | Lorela Sejdini                | Lorela Sejdini  |
| Marko Strazimiri & Imbro      | „Leyla”                  | Adrian Hila                   | Adrian Hila     |
| Mirud                         | „Nënë”                   | Elhaida Dani                  | Durim Morina    |
| Orgesa Zaimi                  | „Hije”                   | Gentian Lako                  | Gentian Lako    |
| Soni Malaj                    | „Më e fortë”             | Irkenc Hyka                   | Lindon Berisha  |
| Vikena Kamenica               | „Natën e mirë”           | Vikena Kamenica               | Vikena Kamenica |

## Koncerty
W pierwszych dwóch nocach wystąpili wszyscy uczestnicy. Po drugiej nocy nadawca RTSH ogłosił na Twitterze poprzez konto Eurovision Albania 14 finalistów konkursu. 

### Noc Orkiestry
Noc Orkiestry odbyła się 20 grudnia 2018 roku. Podczas niej, uczestnicy zaprezentowali orkiestralną wersję swojego utworu, wraz z Albańską Narodową Orkiestrą Symfoniczną. O wyniku zdecydowało profesjonalne jury, a także jury młodzieżowe złożone z najlepszych uczniów z 15 szkół średnich w Tiranie.
| L.p. | Artysta                       | Piosenka                 |
| ---- | ----------------------------- | ------------------------ |
| 1    | Bojken Lako                   | „Jeto jetën”             |
| 2    | Alar Band                     | „Dashuria nuk mjafton”   |
| 3    | Lidia Lufi                    | „Rrëfehem”               |
| 4    | Kujtim Prodani                | „Babela”                 |
| 5    | Gjergj Leka                   | „Një ditë tjetër”        |
| 6    | Dilan Reka                    | „Karma”                  |
| 7    | Mirud                         | „Nënë”                   |
| 8    | Soni Malaj                    | „Më e fortë”             |
| 9    | Jonida Maliqi                 | „Ktheju tokës”           |
| 10   | Elton Deda                    | „Qetësisht”              |
| 11   | Elona Islamaj                 | „Në këtë botë kalimtarë” |
| 12   | Klodiana Vata                 | „Mbrëmje e pafund”       |
| 13   | Klinti Çollaku                | „Me jetë”                |
| 14   | Artemisa Mithi & Febi Shkurti | „Dua ta besoj”           |
| 15   | Kelly                         | „A më ndjen”             |
| 16   | Bruno Pollogati               | „Nuk ka stop”            |
| 17   | Marko Strazimiri & Imbro      | „Leyla”                  |
| 18   | Lorela Sejdini                | „Vetmi”                  |
| 19   | Eliza Hoxha                   | „Peng”                   |
| 20   | Eranda Libohova               | „100 pyetje”             |
| 21   | Aurel Thëllimi                | „Të dua ty”              |
| 22   | Orgesa Zaimi                  | „Hije”                   |

### Noc Eurowizyjna
Noc Eurowizyjna odbyła się 21 grudnia 2018 roku. Podczas niej, uczestnicy zaplanowali występ utworu, z którym planują występić na Konkursie Piosenki Eurowizji, jeżeli zwyciężą festiwal. O wyniku zdecydowało profesjonalne jury, a także jury młodzieżowe złożone z najlepszych uczniów z 15 szkół średnich w Tiranie.
| L.p. | Artysta                       | Piosenka                 |
| ---- | ----------------------------- | ------------------------ |
| 1    | Jonida Maliqi                 | „Ktheju tokës”           |
| 2    | Artemisa Mithi & Febi Shkurti | „Dua ta besoj”           |
| 3    | Mirud                         | „Nënë”                   |
| 4    | Klodiana Vata                 | „Mbrëmje e pafund”       |
| 5    | Lidia Lufi                    | „Rrëfehem”               |
| 6    | Marko Strazimiri & Imbro      | „Leyla”                  |
| 7    | Orgesa Zaimi                  | „Hije”                   |
| 8    | Elona Islamaj                 | „Në këtë botë kalimtarë” |
| 9    | Bojken Lako                   | „Jeto jetën”             |
| 10   | Elton Deda                    | „Qetësisht”              |
| 11   | Eliza Hoxha                   | „Peng”                   |
| 12   | Gjergj Leka                   | „Një ditë tjetër”        |
| 13   | Kujtim Prodani                | „Babela”                 |
| 14   | Aurel Thëllimi                | „Të dua ty”              |
| 15   | Soni Malaj                    | „Më e fortë”             |
| 16   | Lorela Sejdini                | „Vetmi”                  |
| 17   | Klinti Çollaku                | „Me jetë”                |
| 18   | Alar Band                     | „Dashuria nuk mjafton”   |
| 19   | Kelly                         | „A më ndjen”             |
| 20   | Dilan Reka                    | „Karma”                  |
| 21   | Eranda Libohova               | „100 pyetje”             |
| 22   | Bruno Pollogati               | „Nuk ka stop”            |

### Finał
Finał odbył się 22 grudnia 2018 roku. Podczas niego wybrano zwycięzcę festiwalu, oraz reprezentanta Albanii w 64. Konkursie Piosenki Eurowizji (2019) w Tel Awiwie. 
| L.p. | Artysta                       | Piosenka               | Miejsce | Punkty |
| ---- | ----------------------------- | ---------------------- | ------- | ------ |
| 1    | Marko Strazimiri & Imbro      | „Leyla”                | 8       | 142    |
| 2    | Gjergj Leka                   | „Një ditë tjetër”      | 10      | 131    |
| 3    | Elton Deda                    | „Qetësisht”            | 7       | 156    |
| 4    | Eranda Libohova               | „100 pyetje”           | 3       | 181    |
| 5    | Jonida Maliqi                 | „Ktheju tokës”         | 1       | 228    |
| 6    | Eliza Hoxha                   | „Peng”                 | 11      | 127    |
| 7    | Orgesa Zaimi                  | „Hije”                 | 13      | 121    |
| 8    | Bojken Lako                   | „Jeto jetën”           | 9       | 138    |
| 9    | Soni Malaj                    | „Më e fortë”           | 5       | 166    |
| 10   | Artemisa Mithi & Febi Shkurti | „Dua ta besoj”         | 14      | 113    |
| 11   | Dilan Reka                    | „Karma”                | 4       | 169    |
| 12   | Alar Band                     | „Dashuria nuk mjafton” | 12      | 124    |
| 13   | Lidia Lufi                    | „Rrëfehem”             | 2       | 219    |
| 14   | Klinti Çollaku                | „Me jetë”              | 6       | 163    |

#### Szczegółowe głosowanie jury w finale[9]
| Lp. | Piosenka               | H. Zaharjan | A. Marku | R. Nishliu | A. Krajka | P. Kuke | O. Toqi | R. Dilo | S. Kushta | D. Çene | Łącznie |
| --- | ---------------------- | ----------- | -------- | ---------- | --------- | ------- | ------- | ------- | --------- | ------- | ------- |
| 1   | „Leyla”                | 14          | 18       | 19         | 15        | 18      | 10      | 25      | 12        | 11      | 142     |
| 2   | „Një ditë tjetër”      | 20          | 12       | 10         | 20        | 11      | 14      | 11      | 15        | 18      | 131     |
| 3   | „Qetësisht”            | 18          | 17       | 17         | 19        | 14      | 15      | 17      | 19        | 20      | 156     |
| 4   | „100 pyetje”           | 22          | 22       | 22         | 25        | 19      | 17      | 18      | 11        | 25      | 181     |
| 5   | „Ktheju tokës”         | 19          | 30       | 30         | 18        | 30      | 19      | 30      | 30        | 22      | 228     |
| 6   | „Peng”                 | 11          | 16       | 20         | 12        | 15      | 13      | 14      | 10        | 16      | 127     |
| 7   | „Hije”                 | 10          | 14       | 16         | 13        | 13      | 12      | 13      | 18        | 12      | 121     |
| 8   | „Jeto jetën”           | 12          | 15       | 25         | 10        | 16      | 16      | 16      | 13        | 15      | 138     |
| 9   | „Më e fortë”           | 17          | 19       | 18         | 17        | 20      | 18      | 15      | 25        | 17      | 166     |
| 10  | „Dua ta besoj”         | 13          | 13       | 12         | 11        | 10      | 11      | 19      | 14        | 10      | 113     |
| 11  | „Karma”                | 16          | 25       | 14         | 14        | 25      | 22      | 22      | 17        | 14      | 169     |
| 12  | „Dashuria nuk mjafton” | 15          | 11       | 11         | 16        | 12      | 20      | 10      | 16        | 13      | 124     |
| 13  | „Rrëfehem”             | 30          | 20       | 15         | 30        | 22      | 30      | 20      | 22        | 30      | 219     |
| 14  | „Me jetë”              | 25          | 10       | 13         | 22        | 17      | 25      | 12      | 20        | 19      | 163     |